# Bremerhaven Hauptbahnhof
Bremerhaven Hauptbahnhof ist der wichtigste Personenbahnhof Bremerhavens.
Das Gebäude bildet mit dem benachbarten ehemaligen Bahnpostamt ein Ensemble, das seit 2012 unter Denkmalschutz steht.

## Namen
Die Namen des Bahnhofs spiegeln die verwickelte Geschichte Bremerhavens. Der Kopfbahnhof an der Klußmannstraße – der Bahnhof Geestemünde von 1862 – war zu klein geworden und konnte nicht weiter ausgebaut werden. Also musste ein neuer Bahnhof gebaut werden. Die Passagierschifffahrt, der stetig wachsende Güterverkehr und die Anbindung Cuxhavens waren weitere Gründe für die Verlegung. Mitte hatte den Zollinland-Bahnhof (mit dem Charakter eines Güterbahnhofs) und Lehe den Bahnhof Bremerhaven-Lehe.
1. ab 1914 Bahnhof Geestemünde-Bremerhaven[3]
2. ab 1925 Bahnhof Wesermünde-Bremerhaven
3. 1940–1944 Reichsbahnhof Wesermünde-Bremerhaven[4]Fahrplan 1940, Inhaltsverzeichnis Seite 2
4. ab 1947 Bremerhaven Hauptbahnhof

## Lage und Konzeption
Der Bremerhavener Hauptbahnhof befindet sich 2 km südöstlich der Innenstadt und ist als Durchgangsbahnhof konzipiert. Er verfügt über vier Bahnsteiggleise, die auf beiden Seiten von Gütergleisen umgeben sind. Von ihm führen Verbindungen nach Süden (Bremen), Osten (Bremervörde) und Norden (Cuxhaven). Bis zum Rückbau der Gleisanlagen Ende der 2010er Jahre konnten Züge mit Gästen von Kreuzfahrtschiffen bis zur Columbuskaje fahren. Nach Bad Bederkesa (Trennung der Strecken in Bremerhaven-Speckenbüttel) fährt gelegentlich eine Museumsbahn.
Eine Teilsanierung des Bahnhofsgebäudes sowie die Erneuerung der Bahnsteige und Bahnsteigüberdachungen inklusive Einbau von Aufzügen war für 2008 geplant und wurde Ende 2009 begonnen. Hierfür investierten die Deutsche Bahn, das Land Bremen und die Stadt Bremerhaven nach derzeitigem Stand etwa 8,2 Millionen Euro. Eine Komplettsanierung der Empfangshalle war aus Kostengründen zunächst nicht geplant, wurde jedoch nach der Erhöhung des Anteils der Deutschen Bahn auf 800.000 Euro sowie einer zusätzlichen Beteiligung der Stadt Bremerhaven in Höhe von 600.000 Euro ebenfalls umgesetzt.
Der Barrierefreiheit dient auch ein Tastmodell des Bahnhofs vor dem Gebäude.
Im Herbst 2011 wurde der kernsanierte Hauptbahnhof feierlich an die Bremerhavener Bevölkerung übergeben.

## Bedienung

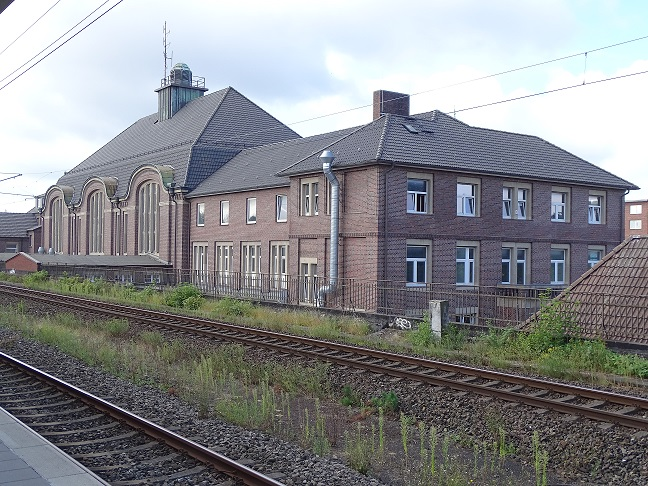
Rückseite

### Fernverkehr
Im Schienenpersonenfernverkehr war der Bremerhavener Hauptbahnhof in der Vergangenheit auch Ausgangspunkt entsprechender Züge. Dies war z. B. 1985 zu Zeiten der Deutschen Bundesbahn mit Intercitys der Linie 4a der Fall, die im Regelfall über die Hauptbahnhöfe von Bremen, Hannover und Würzburg nach München fuhren.
Von Dezember 2022 bis Dezember 2024 bot die DB Fernverkehr AG wieder ein Intercity-Zugpaar der Linie 35 an, das von Koblenz nach Bremerhaven-Lehe verkehrte. In südlicher Richtung endete es in Köln, um mo.-fr. am folgenden Morgen zuerst nach Koblenz zu fahren. Diese Verbindung wurde wegen zu geringer Buchungszahlen ab dem Fahrplanjahr 2025 wieder eingestellt.

### Regionalverkehr
Im Schienenpersonennahverkehr wird der Bahnhof von der DB Regio im Stundentakt mit Regional-Express-Zügen auf der Bahnstrecke Bremen–Bremerhaven bedient, diese fahren ab Bremen wechselweise weiter nach Hannover bzw. Osnabrück. Mit dem Fahrplanwechsel im Dezember 2010 wurde die bisherige Regionalbahn-Verbindung nach Bremen durch die Regio-S-Bahn Bremen/Niedersachsen ersetzt. Diese wird von der NordWestBahn betrieben und bietet meist einen Stundentakt, morgens und nachmittags wird je eine Verstärkungsfahrt angeboten. Die ersten S-Bahn-Züge verlassen Bremerhaven Hauptbahnhof um 4:30 Uhr (sonntags um 6:30 Uhr), den letzten Zug Richtung Bremen erreichen Reisende um 23:30 Uhr.
Auf den Strecken Bremerhaven–Cuxhaven, Bremerhaven-Wulsdorf–Buchholz und Buxtehude–Harsefeld verkehrt die Linie RB 33 der EVB, eingesetzt werden LINT-Triebwagen. Die RB 33 endet in Buxtehude.
| Linie | Linienverlauf | Takt                                                                | Betreiber     | Fahrzeugmaterial           |
| ----- | --- | ------------------------------------------------------------------- | ------------- | -------------------------- |
| RE 8  | Bremerhaven-Lehe – Bremerhaven Hbf – Osterholz-Scharmbeck – Bremen Hbf – Bremen-Mahndorf – Achim – Verden (Aller) – Dörverden – Eystrup – Nienburg/Weser – Neustadt a Rübenberge – Wunstorf – Hannover Hbf Stand: Fahrplanwechsel Dezember 2024                                                                                  | 120 min                                                             | DB Regio Nord | BR 146+Dosto97             |
| RE 9  | Bremerhaven-Lehe – Bremerhaven Hbf – Osterholz-Scharmbeck – Bremen Hbf – Kirchweyhe – Syke – Bassum – Twistringen – Barnstorf – Diepholz – Lemförde – Bohmte – Osnabrück Hbf Stand: Fahrplanwechsel Dezember 2024 | 120 min                                                             | DB Regio Nord | BR 146+Dosto97             |
| RB 33 | Cuxhaven – Dorum – Bremerhaven-Lehe – Bremerhaven – Bremervörde – Buxtehude | 60 min                                                              | EVB           | Alstom Coradia LINT41      |
| RS 2  | Bremerhaven-Lehe – Bremerhaven Hbf – Bremerhaven-Wulsdorf – Loxstedt – Lunestedt – Stubben – Lübberstedt – Oldenbüttel – Osterholz-Scharmbeck – Ritterhude – Bremen-Burg – Bremen Hbf – Bremen-Hemelingen – Dreye – Kirchweyhe – Barrien – Syke – Bramstedt (b Syke) – Bassum – Twistringen Stand: Fahrplanwechsel Dezember 2023 | 60 min 30 min (Bremen Hbf–Bremerhaven-Lehe in der HVZ-Lastrichtung) | NordWestBahn  | Alstom Coradia Continental |

### Stadtverkehr

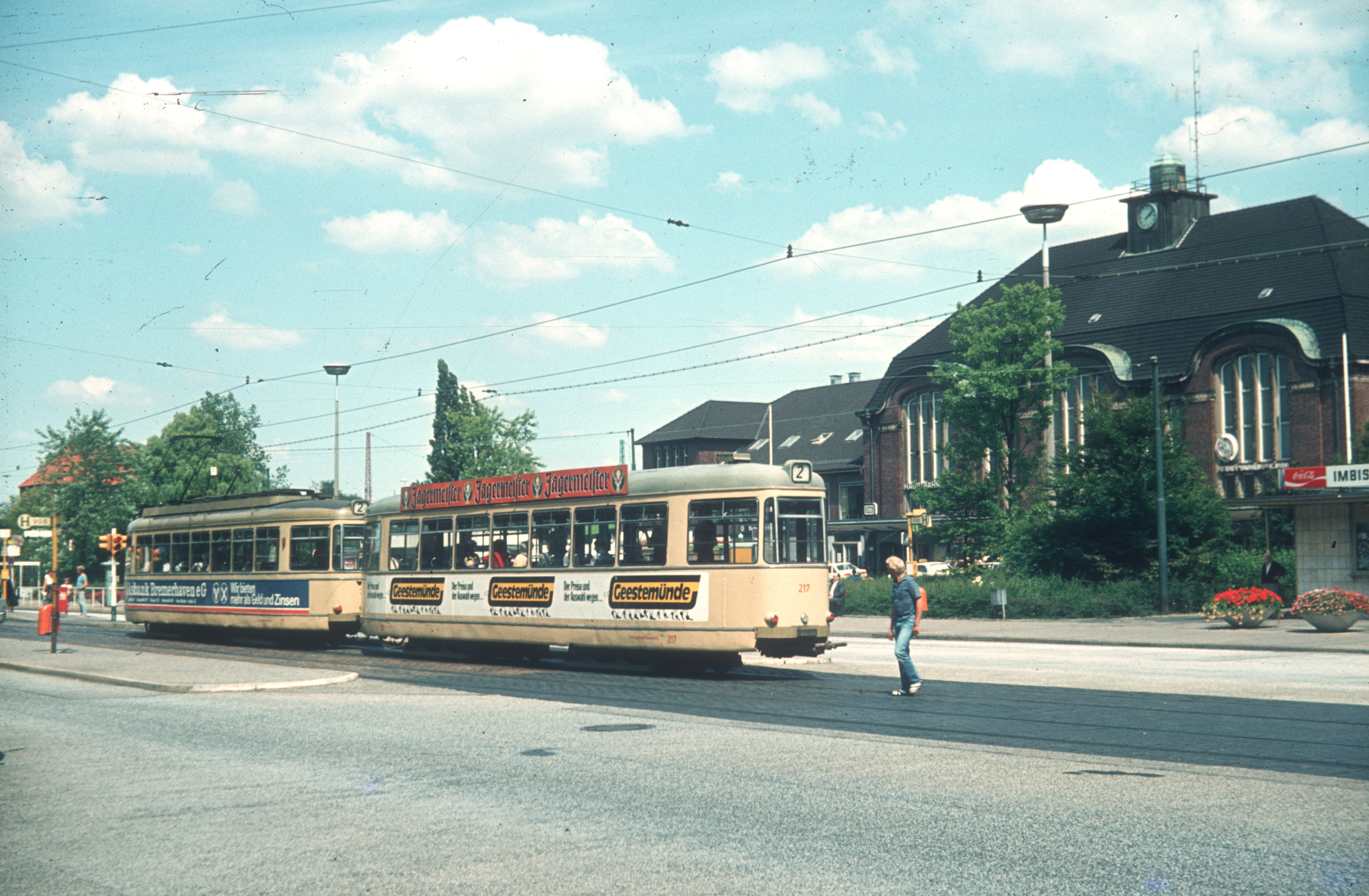
Linie 2 (1982)

Im öffentlichen Personennahverkehr wurde der Bahnhof bis 1982 auch von der Straßenbahn Bremerhaven bedient. 1952 war das Gleisnetz der Tram noch recht umfangreich (siehe Gleisplan). Er wird 2023 durch Busse der meisten Linien von BremerhavenBus angefahren. Ein Anruf-Linientaxi ergänzt das Angebot.

## Weitere Bahnhöfe in Bremerhaven
- Wulsdorf
- Lehe
- Speckenbüttel, derzeit stillgelegt, Reaktivierung wird diskutiert

Ehemalige Bahnhöfe
- Bahnhof Geestemünde, 1862–1914
- Zollinland-Bahnhof, 1892–1923[11]
- Geestemünde Güterbahnhof
- Bremerhaven Fischereihafen, 1896/1920–?
- Columbusbahnhof, Gleise rückgebaut